# 江浩 (明朝)
江浩（14世紀—15世紀），字敬夫，南直隸徽州府歙縣人，明朝政治人物。

## 生平
程富是宣德十年（1435年）乙卯科應天鄉試舉人，正統十三年（1448年）授廣昌知縣，愛民而禮士，當時福建流寇鄧茂七入侵新坊，官軍楊清等千餘人戰死，他招集義勇唐志謙等萬餘人設置欄柵守衛，使流寇在唐坊、仁豐兩次戰敗後逃遁，獲上級上表功績後陞建昌府通判，仍掌廣昌縣事，又查核縣志平均賦役，築堤抵禦水患，景泰五年（1454年）陞建昌府知府，秩滿陞兩浙鹽運使後致仕，廣昌人為他在縣治東建祠祭祀。

## 引用
1. 1 2  民國《歙縣志·卷六·人物志》：江浩，字敬夫，由鄉舉令廣昌，正統間閩廣寇鄧茂七侵掠縣境，浩禦之賊不敢犯，以功陞本府通判，仍知縣事，尋遷建昌守，以兩浙都轉鹽運使致仕。
2. ↑  民國《歙縣志·卷四·選舉志》：明……（宣德）十年乙卯鄉試 江浩 見宦蹟
3. ↑  同治《（江西）廣昌縣志·卷四·秩官志》：江浩，字敬夫，歙縣人，正統十三年由舉人令廣昌，愛民禮士，會閩寇鄧茂七掠新坊，官軍楊清千餘人戰死，浩招集義勇唐志謙等萬餘人樹柵為守禦計，寇再至敗之唐坊，又敗之仁豐，寇乃遁，部使者上其功陞本府通判，仍掌縣事，一日召耆舊詢之，曰：「閱縣志廣昌初為里八十有二，今僅二十有四，登耗何若是懸絕也？」眾以「田歸豪右，賦在貧下。」對，浩即選老人履畝覈之，凡得羨田數千頃，令計畝輸賦，民大悅逋賦者日歸，縣治瀕溪，歲有水患，浩築堤捍之樹以木，歲久益固至今賴焉，景泰五年擢知本府，廉慎寬惠一如在廣昌時，秩滿陞兩浙都轉鹽運使，廣昌民思其惠，為建祠於縣治東祀之。